# Kulczyn (rejon łucki)
Kulczyn (ukr. Кульчин) – wieś na Ukrainie w rejonie łuckim obwodu wołyńskiego.

## Historia
Pod koniec XIX w. wieś w gminie Rożyszcze, w powiecie łuckim.
Do 2020 w rejonie kiwereckim. 